# 와일드 이노선스
와일드 이노선스(Sauvage Innocence, Wild Innocence)는 프랑스에서 제작된 필립 가렐 감독의 2001년 드라마, 코미디 영화이다. 메디 벨라 카셈 등이 주연으로 출연하였고 파스칼 코체튜스 등이 제작에 참여하였다.

## 출연

### 주연
- 메디 벨라 카셈
- 줄리아 포레

### 조연
- 미셸 쉬보르
- 마티유 즈네
- 발레리 케르조레
- 쟝 포미에르
- 프란신 베르지
- 모리스 가렐

## 제작진
- 의상: 저스틴 피어스